# 葬甲亞科
葬甲亞科（學名：Silphinae）是葬甲科之下的一個亞科，有113個物種，可分為兩個族及14個屬。

## 族與屬
本亞科可分為以下兩族：
- 屍葬甲族（Necrodini Portevin, 1926）
  - 盾葬甲屬（Diamesus Hope, 1840）
  - 屍葬甲屬（Necrodes Leach, 1815）
- 葬甲族（Silphini Latreille, 1807）
  - 食蜗葬甲属（Ablattaria Reitter, 1884）
  - 干葬甲屬（Aclypea Reitter, 1884）
  - 树葬甲属（Dendroxena Motschulsky, 1858）
  - Heterosilpha
  - Heterotemna Wollaston, 1864
  - 丧葬甲属（Necrophila Kirby ＆ Spence, 1828）
    - 丽葬甲亚属（Calosilpha Portevin, 1920）[4]
    - 双脊葬甲亚属（Deutosilpha Portevin, 1920）[5]
    - 真葬甲亚属（Eusilpha A.Semenov, 1891 ）[6]

  - 媪葬甲属（Oiceoptoma Leach, 1815）
  - Oxelytrum
  - 缶葬甲属（Phosphuga Leach, 1817）
  - Ptomaphila Kirby & Spence, 1828）
  - 葬甲屬（Silpha Linnaeus, 1758）
  - 亡葬甲屬（Thanatophilus Leach, 1815）